# Велика Бийгань (зупинний пункт)
Вели́ка Бийга́нь — пасажирський залізничний зупинний пункт Ужгородської дирекції Львівської залізниці.
Розташований у селі Велика Бийгань, Берегівський район Закарпатської області на лінії Батьово — Солотвино І між станціями Косини (8 км) та Берегове (6 км).
Станом на серпень 2019 року щодня п'ять пар дизель-потягів прямують за напрямком Батьово — Королево/Солотвино I..
13 липня 2023 року зупинний пункт Велика Бігань перейменований на Велика Бийгань. Назву отримав від однойменного села.